# Pass Gschütt
Der Pass Gschütt ist ein Alpenpass in Österreich an der Grenze zwischen Salzburg und Oberösterreich.
Die Passhöhe beträgt 957 m ü. A.. Er verbindet das salzburgische Rußbach am Paß Gschütt im Lammertal (Bezirk Hallein) mit dem oberösterreichischen Gosau im Inneren Salzkammergut (Bezirk Gmunden) und trennt die Salzkammergut-Berge im Norden vom Dachsteingebirge im Süden.
Über den Pass führt die Pass Gschütt Straße (B166), im Süden befindet sich die Skiregion Dachstein-West.

## Geschichte
Zwischen 1564 und 1583 wurde hier zwischen dem Erzbistum Salzburg und Oberösterreich ein Grenzvertrag ausgehandelt und 1567 ein entsprechender Grenzstein aufgestellt. Das Wachthaus bei dem Pass wurde als Bauernlehen im erzbischöflichen Hofurbar vergeben. Der Besitzer war verpflichtet, den Schrankenbaum versperrt zu halten und Transportlisten für Wein, Vieh und Schmalz zu führen. Bei militärischem Bedarf musste er das Haus gegen Entgelt verlassen.   

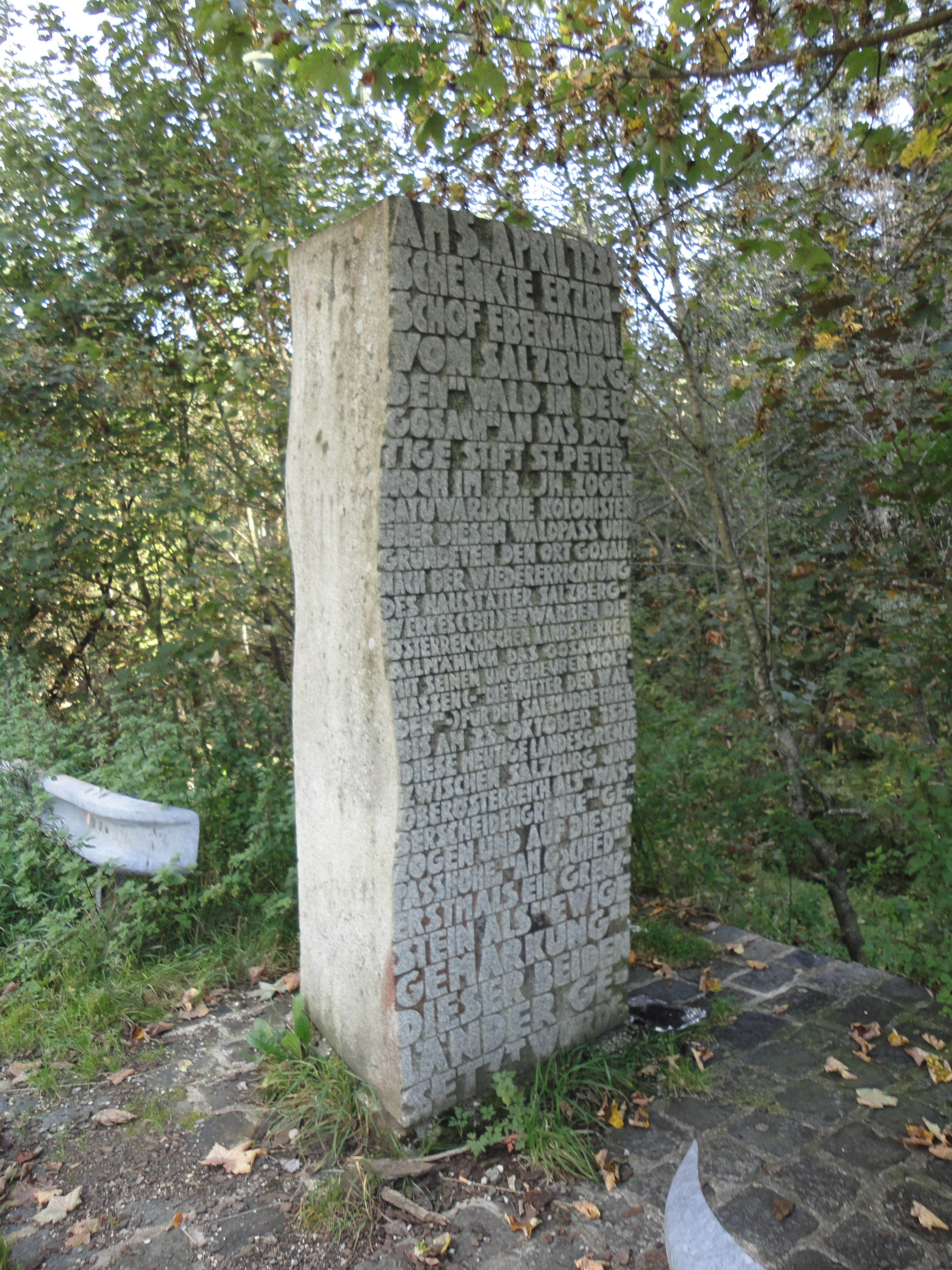
Grenzstein in Rußbach

1731 wurde das alte Haus abgebrochen und auf besserem Grund neu errichtet. 1777 wurde die Besatzung verstärkt, weil der Schmuggel überhandgenommen hatte. 1791 wurden Ein- und Ausgang mit zwei an Säulen befestigten Gattern versperrt. Die Straße konnte wegen des schlechten Zustands nur im Winter für Salzfuhren genutzt werden. Die Bauern von Rußbach gingen aber am Sonntag immer in das protestantische Gosau zum Gottesdienst.
Mit der Säkularisation ging das Passgebäude in Privatbesitz über.